# Demodes immunda
Demodes immunda är en skalbaggsart som beskrevs av Newman 1842. Demodes immunda ingår i släktet Demodes och familjen långhorningar.
Artens utbredningsområde är Filippinerna. Inga underarter finns listade i Catalogue of Life.